# ده‌نو (فریمان)
ده نو (فریمان)، روستایی از توابع بخش مرکزی شهرستان فریمان در استان خراسان رضوی ایران است.

## جمعیت
این روستا در دهستان سنگ بست قرار دارد و براساس سرشماری مرکز آمار ایران در سال ۱۳۸۵، جمعیت آن ۶۶ نفر (۱۸خانوار) بوده‌است.